# 다닐로프

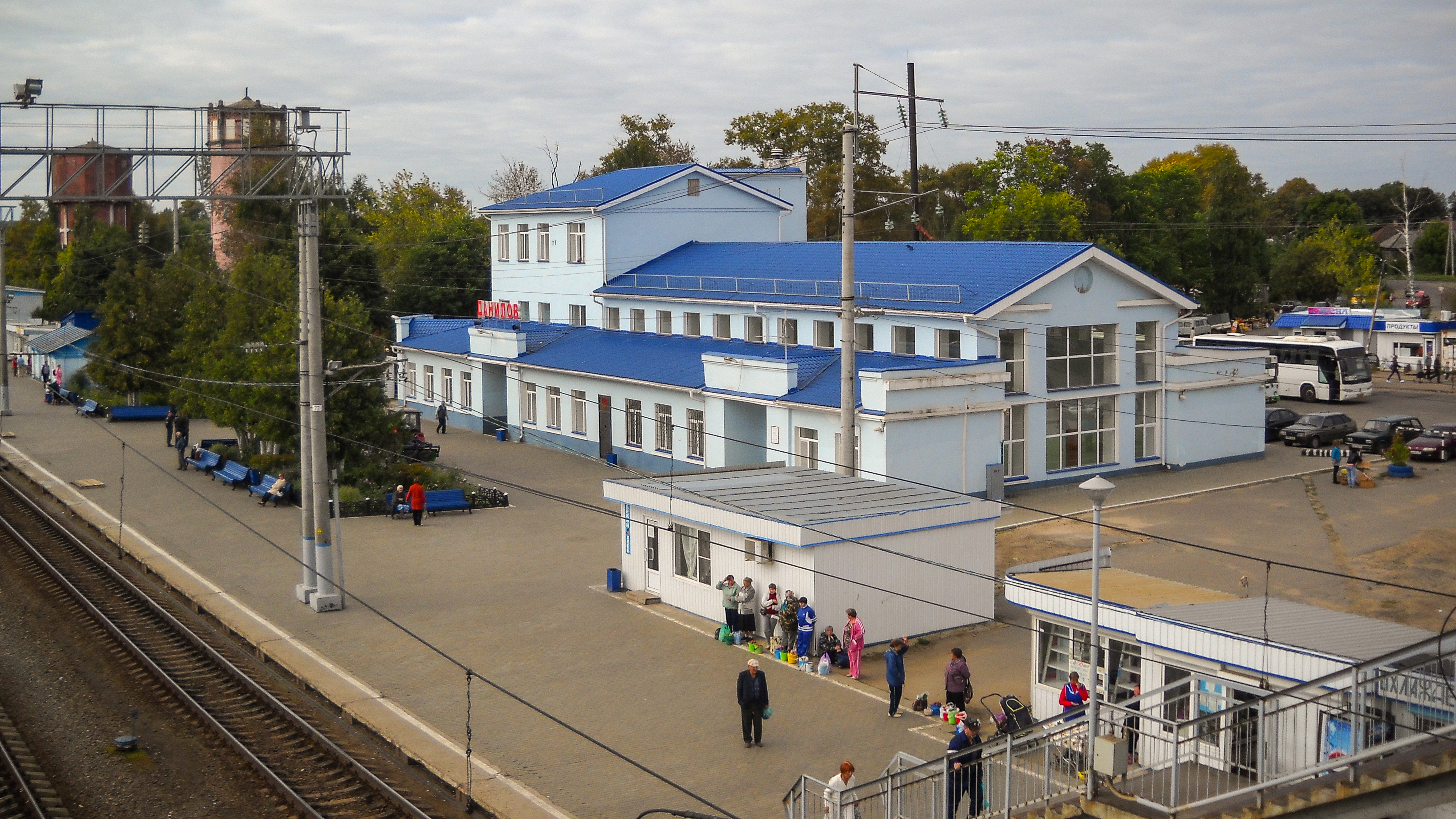

다닐로프(러시아어: Дани́лов)는 야로슬라블 주에 위치한 도시이다. 인구는 1만7,245명 (2002년)이다.
다닐로프는 연대기에서 1592년에 첫 번째로 기록되었다. 1777년에 도시로 등록되었다.
가축거래의 중심지이다. 의류 제조 외에도 금속 ·식품 등 가공업도 발달해 있다.
중요한 기차역이 기관차를 통해서 거꾸로는 DC 3kV에서 AC 25kV 시스템이 전화에서 전철기를 이용하고 있다. 철도는 야로슬라블, 볼로그다, 부이를 연결한다.